# Pneumocystis
Pneumocystis — рід аскоміцетних грибів, єдиний у своєму класі, представники якого спричинюють пневмоцистну пневмонію в людини з імунодефіцитом, зокрема СНІДом. Всі види заражають легені ссавців та є дріжджами. Рід відкрив бразильський вчений Карлус Шагас.